# درون‌پاشی

عکس از فرایند درون پاشی

درون‌پاشی (به انگلیسی: Implosion) عبارت است از هجوم ناگهانی یک ماده به درون و به انفجار شباهت دارد؛ با این تفاوت که ماده به جای حرکت به بیرون، به سمت درون می‌رود. 
عامل درون‌پاشی نیروی گرانش است که اشیا را به سمت هم می‌کشد. در ستاره‌ها، فشار ناشی از گرمای تولید شده توسط واکنش هسته‌ای درون ستاره عامل مقابله با درون‌پاشی می‌باشد. به این حالت تعادل هیدرواستاتیکی می‌گویند. در هنگام اتمام واکنش گرمازا در ستاره در انتهای عمر آن، فشار که عامل مقابله با درون‌پاشی است برداشته می‌شود و ستاره دچار درون‌پاشی می‌شود.
درون‌پاشی باعث تولید ماده‌ای بسیار چگال در مرکز ستاره می‌شود که می‌تواند به صورت یک کوتوله سفید یا در صورت زیاد بودن جرم (بیشتر بودن از حد چاندراسخار) به صورت ستارهٔ نوترونی یا سیاهچاله درآید.

## منبع
زیلیک و اسمیت، «نجوم و اخترفیزیک مقدماتی»، ترجمهٔ تقی عدالتی و جمشید قنبری، انتشارات آستان قدس، ۱۳۷۶